# Nachos
I nachos sono croccanti chips di mais speziate e piccanti, tipiche della cucina messicana e di quella tex-mex. 
Esistono vari tipi di nachos:
- fritti
- al forno
- semplici
- al formaggio

## Origini
Le origini della pietanza rimandano a Piedras Negras, vicino al confine con il Texas, dove fu inventata da Ignacio Anaya, detto Nacho, che lavorava come maitre, nel 1943. Un giorno si fermarono a pranzo dieci mogli di soldati americani, ma lui sapeva che in cucina non era rimasto molto. Allora si inventò questa ricetta tagliando delle tortillas di mais in triangoli e servendole con formaggio fuso e peperoncini jalapenos, dando loro il nome di Nachos. Nel 1950 la ricetta dei nachos entrò di diritto nel libro di cucina tradizionale messicana e tutti i 21 ottobre si celebra in Messico il giorno della nascita di Nacho Anaya, chiamato l’International Day of Nachos.

## Ricetta

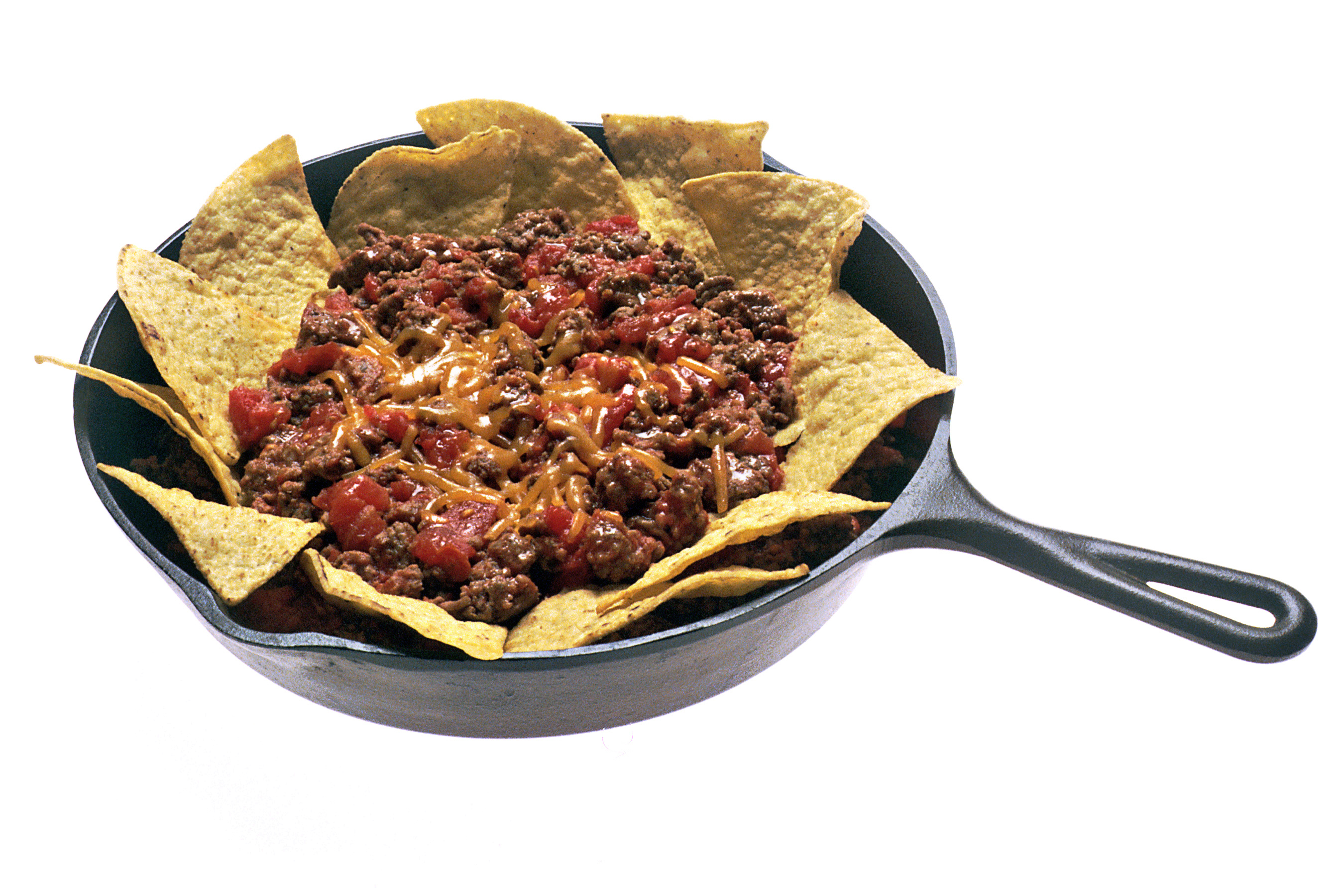
Nachos con carne, fagioli e formaggio

Si stende una certa quantità di tortilla chips di mais in una teglia, e vi si pongono sopra formaggio e peperoncino jalapeño a rondelle. Il tutto va cotto in forno fino a quando il formaggio non si è sciolto.
Si possono aggiungere vari ingredienti prima o dopo il passaggio in forno, tra cui:

- Aglio
- Carne, spesso carne macinata, pollo, chorizo o manzo
- Chili con carne o chile con queso
- Cipolla, cipollotti o erba cipollina
- Coriandolo
- Guacamole
- Lattuga
- Lime
- Olive
- Panna acida
- Pico de gallo o salsa messicana
- Pomodori